# Karl Birk
Karl Birk (* 1884 in Wien; † 15. Oktober 1951 in Quedlinburg) war ein österreichischer Theaterregisseur und -schauspieler.
Birk wurde in Wien geboren, wurde aber in Prag als Schauspieler und Regisseur ausgebildet. Nach der Ausbildung war er als Dramaturg und als Spielleiter in Chemnitz, danach am Neustädter Schauspielhaus in Dresden tätig. Birk betätigte sich zudem auch als Theaterkritiker und bildete selbst Theaterschauspieler aus. Trotz einer Behinderung von 80 Prozent legte er Wert darauf, in allen praktischen Angelegenheiten mitzuwirken. Außerdem brachte er verschiedene Bücher zur Theaterwissenschaft heraus. Zuletzt war er an der Städtischen Bühne Quedlinburg tätig.